# Pont en X
Le pont en X est un ancien pont ferroviaire de la ville du Mans, détruit par l'armée allemande battant en retraite peu avant la libération de la ville en 1944. Son concepteur était Harel de la Noë, qui reçut pour cet ouvrage une médaille d'or lors de l'Exposition universelle de 1900.

## Histoire
Il est créé en 1898 afin de désengorger la rue Montoise. Il était destiné à assurer le croisement de lignes de chemins de fer secondaires à voie métrique, le réseau départemental des Tramways de la Sarthe et une ligne de l'ancien tramway urbain du Mans. L'architecture de ce pont était tout à fait particulière.
Il est constitué de deux ponts se croisant en leur centre au-dessus de la Sarthe pour former une croix (d'où son appellation de pont en X). Une première branche, destinée au tramway départemental à vapeur, relie le quai Louis-Blanc (en venant de la gare des Halles), au quai Ledru-Rollin et à la rue Voltaire et le Nord-Est de la Sarthe. Une seconde, à l'usage des tramways urbains, permet de relier le tunnel des Jacobins à la rue Ducré et part vers le quartier du pré, à l'ouest.
Ce pont a permis de laisser le pont Yssoir libre pour les premiers véhicules motorisés et les piétons, même si ceux-ci pouvaient également circuler sur les ponts en X. Les deux branches du pont possédaient une extrémité qui était collée au pont Yssoir. Sur la rive gauche, le pont en X prenait son appui sur les restes de l'ancien quartier des Tanneries.

### Destruction
Pour protéger leur retraite, les Allemands détruisent les ponts du Mans par dynamitage le 8 août 1944. Le pont Yssoir et le pont en X en font partie. Les vitres des maisons situées aux alentours sont soufflées. Des morceaux du tablier tombent dans la Sarthe mais tous les piliers restent debout. Un des piliers sera oublié dans la rivière lorsque les ruines du pont seront rasées. Retrouvé en 2001 par les services municipaux lors des écourues, il a été sorti des eaux et est toujours visible dans les jardins des Tanneries.
Le pont en X fut tout pendant son existence une « gloire mancelle », symbole du dynamisme économique du début du siècle et spécificité architecturale de la ville.

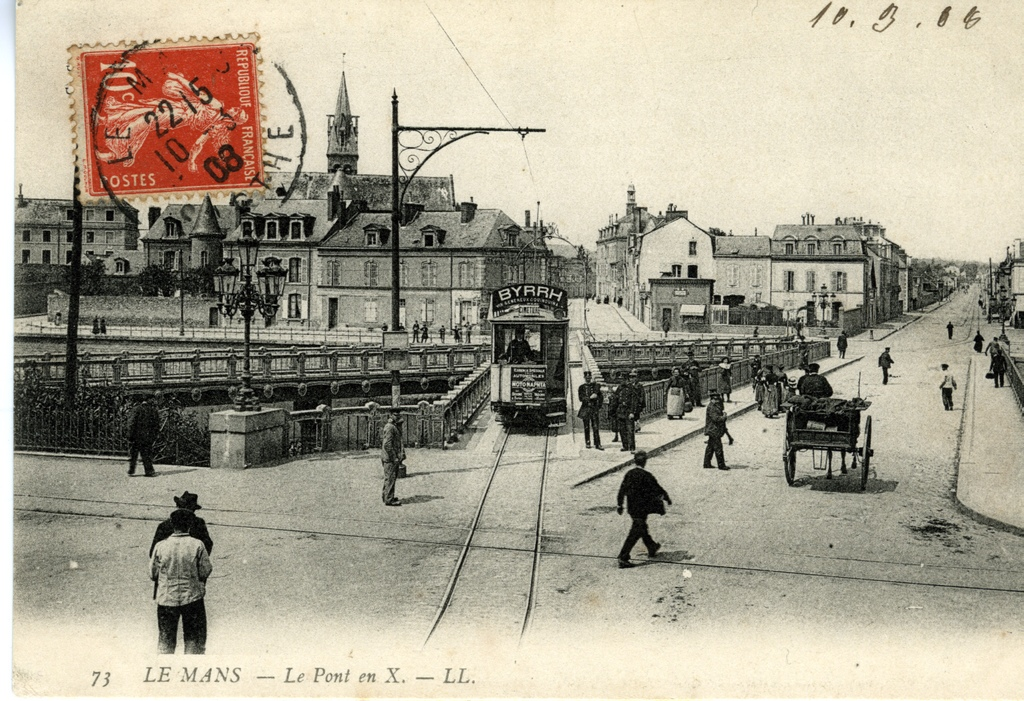
Le pont en X, vu depuis le tunnel, le pont Yssoir se trouve sur la droite du cliché.
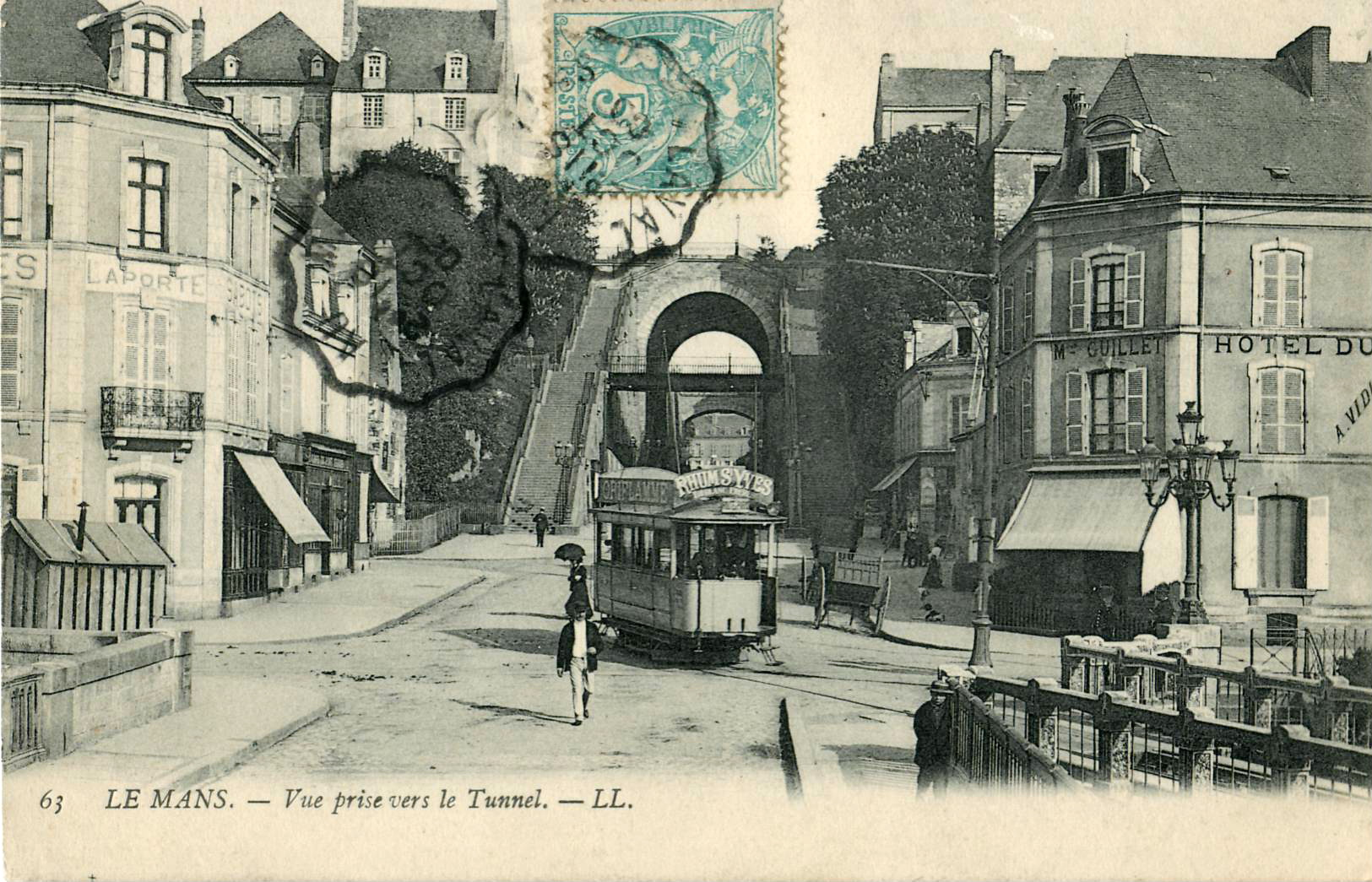
Motrice du tramway urbain de la COE sortant du tunnel et s'engageant sur le pont en X, vers 1906.